# Fuegotrophon
Fuegotrophon is een geslacht van weekdieren uit de klasse van de Gastropoda (slakken).

## Soorten
- Fuegotrophon amettei (Carcelles, 1946)
- Fuegotrophon malvinarum (Strebel, 1908)
- Fuegotrophon pallidus (Broderip, 1833)